# جون راسيل (لاعب كريكت)
جون راسيل (2 أكتوبر 1883 - 17 أغسطس 1965) (بالإنجليزية: John Russell)‏ هو لاعب كريكت بريطاني (وحمل سابقاً جنسية المملكة المتحدة لبريطانيا العظمى وأيرلندا).